# Broadstairs and St Peter's
Broadstairs and St Peter's est un civil parish dans le district de Thanet situé dans le comté du Kent, En Angleterre. La paroisse comprend les villes de Broadstairs, St Peters (en) et Westwood, Y compris Westwood Cross, et a été créée en 1974 pour remplacer Broadstairs and St Peter's Urban District. Elle est régie par Broadstairs and St Peter's Town Council. La population en 2001 était de 24370 Habitants.